# Rappresentazione spettrale dei segnali
In matematica, la rappresentazione spettrale dei segnali è una descrizione formale dei segnali (funzioni nel tempo) nel dominio della frequenza, cioè in termini della loro frequenza, che viene utilizzata in molti ambiti della scienza, come l'ingegneria e la fisica. In tale descrizione ogni frequenza di cui è composto un segnale è detta armonica, e da un punto di vista matematico ad ogni armonica si fa corrispondere un vettore di una base di uno spazio vettoriale infinito-dimensionale con prodotto interno (prodotto scalare) sul campo complesso, ovvero la base di uno spazio di Hilbert. Il segnale viene allora scritto come una combinazione lineare in tale spazio. L'analisi in frequenza del comportamento di un sistema dinamico è detta risposta in frequenza del sistema dinamico.

## Spazio di Hilbert
Uno spazio di Hilbert è uno spazio vettoriale con prodotto scalare sul campo reale o complesso che è completo rispetto alla distanza indotta da tale prodotto scalare. Considerando un insieme di vettori {\displaystyle \{\mathbf {s} _{1},\mathbf {s} _{2},\dots \}} di uno spazio di Hilbert complesso {\displaystyle {\mathcal {H}}} si ha dunque che la somma e il prodotto per uno scalare mantengono questi vettori nello spazio:
{\displaystyle \mathbf {s} _{1}+\mathbf {s} _{2}=\mathbf {s} \in {\mathcal {H}}\qquad \alpha \mathbf {s} _{1}=\mathbf {s} \in {\mathcal {H}}}
con {\displaystyle \alpha \in \mathbb {R} } (o {\displaystyle \mathbb {C} }). Inoltre esiste unico l'inverso della somma {\displaystyle -\mathbf {s} } tale che {\displaystyle \mathbf {s} +(-\mathbf {s} )=\mathbf {0} }. In questo contesto si può definire la dipendenza e indipendenza lineare di vettori e il concetto di base. Una base è un insieme di vettori linearmente indipendenti che siano anche un sistema di generatori, cioè che un sistema di vettori {\displaystyle \{\mathbf {u} _{1},\mathbf {u} _{2},\dots \}} è linearmente indipendente e forma un sistema completo tale che ogni altro vettore sia rappresentabile come combinazione lineare, eventualmente infinita, di vettori di una base:
{\displaystyle \mathbf {s} =\sum _{i=1}^{\infty }c_{i}\cdot \mathbf {u} _{i}}
dove {\displaystyle c_{i}\in \mathbb {C} } sono i coefficienti della combinazione lineare. Uno spazio di Hilbert è uno spazio normato, cioè è definita la norma di un vettore, essa è un numero reale tale che:
{\displaystyle \|\mathbf {s} \|\geq 0,\qquad \|\mathbf {s} \|=0\Leftrightarrow s=0}
{\displaystyle \|\alpha \mathbf {s} \|=|\alpha |\cdot \|\mathbf {s} \|}
{\displaystyle \|\mathbf {s} _{1}+\mathbf {s} _{2}\|\leq \|\mathbf {s} _{1}\|+\|\mathbf {s} _{2}\|}
Esistono diverse norme per gli spazi astratti, ma nella teoria dei segnali è utile introdurre la seguente:
{\displaystyle \|\mathbf {s} \|={\sqrt {\int _{-\infty }^{+\infty }s^{2}(t)\cdot dt}}}
oppure nel caso generale di segnali complessi:
{\displaystyle \|\mathbf {s} \|={\sqrt {\int _{-\infty }^{+\infty }s(t)\cdot s^{*}(t)\cdot dt}}}
dove si è utilizzato il prodotto scalare dello spazio di Hilbert:
{\displaystyle (\mathbf {s} _{1},\mathbf {s} _{2})=\int _{-\infty }^{+\infty }\mathbf {s} _{1}(t)\cdot \mathbf {s} _{2}^{*}(t)\cdot dt}
che ha le proprietà:
{\displaystyle (\mathbf {s} _{1},\mathbf {s} _{2})\geq 0\qquad (\mathbf {s} _{1},\mathbf {s} _{2})=(\mathbf {s} _{2},\mathbf {s} _{1})}
{\displaystyle (\alpha \cdot \mathbf {s} _{1},\mathbf {s} _{2})=\alpha (\mathbf {s} _{1},\mathbf {s} _{2})\qquad (\mathbf {s} _{1}+\mathbf {s} _{2},\mathbf {s} _{3})=(\mathbf {s} _{1},\mathbf {s} _{3})+(\mathbf {s} _{2},\mathbf {s} _{3})}
In particolare due vettori {\displaystyle \mathbf {s} _{1}} e {\displaystyle \mathbf {s} _{2}} si dicono ortogonali se vale:
{\displaystyle (\mathbf {s} _{1},\mathbf {s} _{2})=0}
Supponendo di disporre di una base di vettori ortogonali, allora essi si possono normalizzare dividendoli per la loro norma in modo che:
{\displaystyle (\mathbf {u} _{i},\mathbf {u} _{j})=\left\{{\begin{matrix}1&{\mbox{ se }}i=j\\0&{\mbox{ se }}i\neq j\end{matrix}}\right.}
e in questo modo si ottiene una base ortonormale.
La rappresentazione spettrale si basa sul fatto che una qualsiasi funzione (segnale) definita in un intervallo {\displaystyle [t_{1},t_{2}]} può essere sviluppata in serie di Fourier come combinazione lineare di vettori {\displaystyle \mathbf {u} _{i}(t)} (a loro volta funzioni del tempo) appartenenti ad una base ortonormale:
{\displaystyle \mathbf {s} (t)=\sum _{i=1}^{\infty }c_{i}\cdot \mathbf {u} _{i}(t)}
dove i coefficienti {\displaystyle c_{i}} sono automaticamente determinati dal prodotto scalare:
{\displaystyle \int _{t_{1}}^{t_{2}}\mathbf {s} (t)\mathbf {u} _{j}(t)\,dt=(\mathbf {s} ,\mathbf {u} _{j})=c_{j}}
La base ortonormale più comune è quella delle funzioni esponenziali (definite in {\displaystyle [0,T]}):
{\displaystyle \{u_{n}=e^{int}\,:\,n\in \mathbb {Z} \,;\,t\in [0,T]\}}

## Rappresentazione di segnali periodici
I segnali periodici sono tali che {\displaystyle s(t)=s(t+T)}, dove {\displaystyle T} è il periodo: si tratta dei segnali che si ripetono identicamente dopo un tempo {\displaystyle T}. Si consideri un segnale periodico {\displaystyle s(t)} continuo, la cui serie di Fourier è:
{\displaystyle s(t)=\sum _{m=0}^{\infty }c_{m}\cdot u_{m}(t)}
dove {\displaystyle c_{m}=(s,u_{m})} sono coefficienti determinabili con il prodotto scalare, e {\displaystyle \{u_{m}=e^{imt},m\in \mathbb {Z} \}} è la base ortonormale di funzioni esponenziali. Se {\displaystyle \omega _{1}=2\pi /T} è la pulsazione fondamentale (la frequenza più bassa del segnale), la precedente sommatoria assume la forma:
{\displaystyle s(t)={\frac {a_{0}}{2}}+\sum _{n=1}^{\infty }\left[a_{n}\cos(n\omega _{1}t)+b_{n}\sin(n\omega _{1}t)\right]}
Il primo termine è costante e tutti gli altri termini sono una combinazione lineare di opportuni coefficienti {\displaystyle a_{n}} e {\displaystyle b_{n}} delle funzioni esponenziali. Per determinare i coefficienti {\displaystyle a_{n}} e {\displaystyle b_{n}} si utilizza in genere il prodotto scalare.
La costante {\displaystyle a_{0}/2} è uguale al valore medio del segnale nel periodo di definizione, infatti:
{\displaystyle \int _{-T/2}^{T/2}s(t)\,dt=\int _{-T/2}^{T/2}{\frac {a_{0}}{2}}\,dt+\int _{-T/2}^{T/2}\sum _{n=1}^{\infty }\left[a_{n}\cos(n\omega _{1}t)+b_{n}\sin(n\omega _{1}t)\right]dt={\frac {a_{0}}{2}}T}
dove il secondo integrale del secondo termine si annulla poiché l'integrale su un periodo delle funzioni esponenziali è nullo per simmetria. Si ha quindi:
{\displaystyle {\frac {a_{0}}{2}}={\frac {1}{T}}\int _{-T/2}^{T/2}s(t)\,dt}
cioè il valore medio del segnale nel periodo {\displaystyle T}. Per determinare i restanti coefficienti {\displaystyle a_{n}} si esegue il prodotto scalare:
{\displaystyle \int _{t_{1}}^{t_{2}}s(t)\cdot u_{m}(t)\,dt=c_{m}=(s,u_{m})}
da cui si ottiene:
{\displaystyle \int _{-T/2}^{T/2}s(t)\cdot \cos(n\omega _{1}t)\,dt={\frac {a_{0}}{2}}\int _{-T/2}^{T/2}\cos(n\omega _{1}t)\,dt+\int _{-T/2}^{T/2}\sum _{n=1}^{\infty }\left[a_{n}\cos ^{2}(n\omega _{1}t)+b_{n}\sin(n\omega _{1}t)\cos(n\omega _{1}t)\right]dt=\int _{-T/2}^{T/2}a_{n}\cos ^{2}(n\omega _{1}t)\,dt}
Tutti i termini con il seno e coseno sono nulli nel periodo, così anche i termini misti. Per cui:
{\displaystyle \int _{-T/2}^{T/2}a_{n}\cos ^{2}(n\omega _{1}t)\,dt=a_{n}{\frac {T}{2}}}
ovvero:
{\displaystyle a_{n}={\frac {2}{T}}\int _{-T/2}^{T/2}s(t)\cdot \cos(n\omega _{1}t)\,dt}
Per determinare i coefficienti {\displaystyle b_{n}} si esegue il prodotto scalare allo stesso modo:
{\displaystyle \int _{-T/2}^{T/2}s(t)\cdot \sin(n\omega _{1}t)\,dt=\int _{-T/2}^{T/2}b_{n}\sin ^{2}(n\omega _{1}t)\,dt}
Tutti i termini con il coseno e seno sono nulli nel periodo, così anche i termini misti. Per cui:
{\displaystyle \int _{-T/2}^{T/2}b_{n}\sin ^{2}(n\omega _{1}t)\,dt=b_{n}{\frac {T}{2}}}
cioè:
{\displaystyle b_{n}={\frac {2}{T}}\int _{-T/2}^{T/2}s(t)\cdot \sin(n\omega _{1}t)\,dt}

### Proprietà della rappresentazione della serie di Fourier
Nella rappresentazione del segnale tramite la serie di Fourier un segnale periodico viene decomposto in un insieme infinito frequenze multiple di quella fondamentale {\displaystyle \omega _{1}}, ovvero {\displaystyle \omega _{n}=n\omega _{1}}, e sono dette armoniche (termine non collegato con il concetto di funzione armonica). Ognuna di queste componenti spettrali ha un'ampiezza pari a:
{\displaystyle A_{n}={\sqrt {a_{n}^{2}+b_{n}^{2}}}}
e una fase iniziale:
{\displaystyle \varphi _{n}=\arctan {\frac {b_{n}}{a_{n}}}}
Definendo:
{\displaystyle a_{n}=A_{n}\cdot \cos \varphi _{n}\,\,\,\,\,b_{n}=A_{n}\cdot \sin \varphi _{n}}
si può riscrivere la serie come:
{\displaystyle s(t)={\frac {a_{0}}{2}}+\sum _{n=1}^{\infty }A_{n}\cdot \cos(n\omega _{1}t-\varphi _{n})}
Se il segnale è una funzione pari del tempo, cioè se {\displaystyle s(t)=s(-t)}, allora tutte le armoniche che contengono il seno (che è una funzione dispari) si annullano. Per cui la serie diventa:
{\displaystyle s(t)={\frac {a_{0}}{2}}+\sum _{n=1}^{\infty }a_{n}\cdot \cos(n\omega _{1}t)}
con coefficienti:
{\displaystyle a_{n}={\frac {2}{T}}\int _{-T/2}^{T/2}s(t)\cdot \cos(n\omega _{1}t)\,dt}
Allo stesso modo se il segnale è una funzione dispari del tempo, cioè se {\displaystyle s(t)=-s(-t)}, tutte le armoniche che contengono il coseno si annullano (così anche il valore medio) e la serie diventa:
{\displaystyle s(t)=\sum _{n=1}^{\infty }b_{n}\cdot \sin(n\omega _{1}t)}
con coefficienti:
{\displaystyle b_{n}={\frac {2}{T}}\int _{-T/2}^{T/2}s(t)\cdot \sin(n\omega _{1}t)\,dt}

### Forma complessa della serie di Fourier
Si possono utilizzare ancora le formule di Eulero:
{\displaystyle \cos z={\frac {e^{iz}+e^{-iz}}{2}}\,\,\,\,\,\sin z={\frac {e^{iz}-e^{-iz}}{2i}}}
per ottenere una forma alternativa alla serie di Fourier:
{\displaystyle s(t)={\frac {a_{0}}{2}}+\sum _{n=1}^{\infty }\left[a_{n}{\frac {e^{in\omega _{1}t}+e^{-in\omega _{1}t}}{2}}+b_{n}{\frac {e^{in\omega _{1}t}-e^{-in\omega _{1}t}}{2i}}\right]}
il termine tra parentesi può essere riscritto mettendo in evidenza gli esponenziali:
{\displaystyle a_{n}{\frac {e^{in\omega _{1}t}+e^{-in\omega _{1}t}}{2}}+b_{n}{\frac {e^{in\omega _{1}t}-e^{-in\omega _{1}t}}{2i}}={\frac {a_{n}-ib_{n}}{2}}e^{in\omega _{1}t}+{\frac {a_{n}+ib_{n}}{2}}e^{-in\omega _{1}t}}
poiché:
{\displaystyle {\frac {a_{n}-ib_{n}}{2}}={\frac {1}{T}}\int _{-T/2}^{T/2}s(t)e^{-in\omega _{1}t}\,dt}
{\displaystyle {\frac {a_{n}+ib_{n}}{2}}={\frac {1}{T}}\int _{-T/2}^{T/2}s(t)e^{in\omega _{1}t}\,dt}
I nuovi coefficienti sono:
{\displaystyle c_{n}={\frac {a_{n}-ib_{n}}{2}}\,\,\,\,c_{n}^{*}=c_{-n}={\frac {a_{n}+ib_{n}}{2}}}
Tramite queste trasformazioni matematiche si può riscrivere la serie di Fourier come:
{\displaystyle s(t)=\sum _{n=-\infty }^{\infty }c_{n}\cdot e^{in\omega _{1}t}}
dove:
{\displaystyle c_{n}={\frac {1}{T}}\int _{-T/2}^{T/2}s(t)e^{-in\omega _{1}t}\,dt}
Da notare che la serie è definita anche per {\displaystyle n} negativi.

## Rappresentazione di segnali non periodici
Anche la rappresentazione di segnali non periodici viene svolta utilizzando la base ortonormale formata dalle funzioni armoniche, a patto che la funzione non periodica decresca all'infinito con sufficiente regolarità. Questo vincolo è dovuto al fatto che il metodo utilizzato per la rappresentazione in frequenza consiste nella costruzione di un segnale periodico dato dalla ripetizione infinita di un segnale non periodico, che deve essere definito in un intervallo di tempo al di fuori del quale è nullo.
La rappresentazione di segnali non periodici avviene solitamente attraverso l'utilizzo della trasformata di Fourier o la trasformata di Laplace, che fornisce una scrittura del tipo:
{\displaystyle s(t)={\frac {1}{2\pi }}\int _{-\infty }^{+\infty }\phi (\omega )\cdot e^{i\omega t}\,d\omega }
dove la funzione {\displaystyle \phi (\omega )} si chiama densità spettrale ed è uguale all'antitrasformata:
{\displaystyle \phi (\omega )=\int _{-\infty }^{+\infty }s(t)\cdot e^{-i\omega t}\,dt}
Queste relazioni sono valide sotto certe condizioni, la più importante delle quali è che esista e sia finito ovunque:
{\displaystyle \int _{-\infty }^{+\infty }|f(t)|\,dt<+\infty }
dove {\displaystyle f} sta per {\displaystyle s} o {\displaystyle \phi }. Se questa condizione è valida la trasformata {\displaystyle s} e l'antitrasformata {\displaystyle \phi } sono funzioni continue, limitate e vale:
{\displaystyle \int _{-\infty }^{+\infty }|s(t)|^{2}\,dt=\int _{-\infty }^{+\infty }|\phi (\omega )|^{2}\,d\omega }

### Proprietà della trasformata
Dalla linearità dell'integrale consegue immediatamente la linearità delle trasformate integrali. Esplicitamente, denotando con {\displaystyle {\mathcal {F}}} l'operatore trasformata si ha:
{\displaystyle {\mathcal {F}}(\alpha f+\beta g)=\alpha {\mathcal {F}}(f)+\beta {\mathcal {F}}(g)}
per ogni {\displaystyle f,g\in L^{1}(\mathbb {R} )} e {\displaystyle \alpha ,\beta \in \mathbb {C} }.

#### Spettro della derivata e dell'integrale
La derivata del segnale nel tempo corrisponde, nel dominio della frequenza, alla moltiplicazione per {\displaystyle i\omega } della trasformata del segnale non derivato. Infatti, sia {\displaystyle s(t)} un segnale e {\displaystyle S(\omega )} la sua trasformata. Allora la derivata del segnale è:
{\displaystyle \int _{-\infty }^{+\infty }{\frac {ds(t)}{dt}}e^{-i\omega t}\,dt=\left[se^{-i\omega t}\right]_{-\infty }^{+\infty }-\int _{-\infty }^{+\infty }s(t)\left[-i\omega e^{-i\omega t}\right]dt=0+i\omega S(\omega )}
Per cui la trasformata di {\displaystyle ds(t)/dt} è {\displaystyle i\omega S(\omega )} e la trasformata di {\displaystyle d^{n}s(t)/dt^{n}} è {\displaystyle (i\omega )^{n}S(\omega )}.
Lo spettro dell'integrale di un segnale è invece dato dalla divisione per {\displaystyle i\omega } della trasformata del segnale (non integrato). Sia {\displaystyle s(t)} un segnale e {\displaystyle S(\omega )} la sua trasformata, allora la trasformata dell'integrale del segnale:
{\displaystyle \int _{-\infty }^{t}s(\tau )d\tau }
è il rapporto:
{\displaystyle {\frac {1}{i\omega }}S(\omega )}

#### Prodotto di due segnali
Una particolarità particolarmente utile della rappresentazione spettrale è che la convoluzione nel tempo di due funzioni equivale al prodotto algebrico delle loro trasformate nel dominio della frequenza. Infatti, scrivendo la trasformata del prodotto {\displaystyle s(t)=u(t)\cdot v(t)} di due segnali come:
{\displaystyle S(\omega )=\int _{-\infty }^{+\infty }u(t)\cdot v(t)e^{-i\omega t}dt={\frac {1}{2\pi }}\int _{-\infty }^{+\infty }u(t)\left[\int _{-\infty }^{+\infty }V(\xi )e^{i\xi t}\,d\xi \right]e^{-i\omega t}\,dt={\frac {1}{2\pi }}\int _{-\infty }^{+\infty }V(\xi )\left[\int _{-\infty }^{+\infty }u(t)e^{-i(\omega -\xi )t}\,dt\right]d\xi }
dove nel primo passaggio si è scritta la funzione di partenza come antitrasformata della trasformata (tra parentesi quadre), mentre nel secondo il termine tra parentesi quadre è la trasformata {\displaystyle U(\omega -\xi )} della funzione {\displaystyle u} traslata dalla moltiplicazione per l'esponenziale. Quindi:
{\displaystyle S(\omega )={\frac {1}{2\pi }}\int _{-\infty }^{+\infty }V(\xi )\cdot U(\omega -\xi )d\xi }
questo integrale è un prodotto di convoluzione e si scrive simbolicamente come:
{\displaystyle s(t)=u(t)\cdot v(t)\qquad S(\omega )=U(\omega )*V(\omega )}
Vale anche l'inverso, se si ha il prodotto ordinario di due spettri:
{\displaystyle S_{1}(\omega )\cdot S_{2}(\omega )\qquad s_{1}(t)*s_{2}(t)}

#### Parità
La trasformata di un segnale reale {\displaystyle s(t)} si può scrivere genericamente come:
{\displaystyle S(\omega )=\int _{-\infty }^{+\infty }s(t)\,\cos(\omega t)\,dt-i\cdot \int _{-\infty }^{+\infty }s(t)\,\sin(\omega t)\,dt=A(\omega )-iB(\omega )}
con {\displaystyle A(\omega )=A(-\omega )} è la parte reale della trasformata ed è una funzione pari, mentre {\displaystyle B(\omega )=-B(-\omega )} è la parte immaginaria dello spettro ed è una funzione dispari. Se si esegue l'antitrasformata si ottiene nuovamente il segnale reale nel tempo:
{\displaystyle s(t)={\frac {1}{2\pi }}\int _{-\infty }^{+\infty }[A(\omega )-iB(\omega )]\cdot [\cos(\omega t)+i\cdot \sin(\omega t)]\,d\omega }
Sviluppando il prodotto entro l'integrale si ha:
{\displaystyle s(t)={\frac {1}{2\pi }}\int _{-\infty }^{+\infty }[A(\omega )\cos(\omega t)+B(\omega )\sin(\omega t)]+i\cdot [A(\omega )\sin(\omega t)-B(\omega )\cos(\omega t)]\,d\omega }
Affinché il segnale sia reale deve necessariamente succedere che la parte reale ed immaginaria siano entrambe nulle, cioè:
{\displaystyle \int _{-\infty }^{+\infty }A(\omega )\sin(\omega t)\,d\omega =0\,\,\,\,\,\int _{-\infty }^{+\infty }B(\omega )\cos(\omega t)\,d\omega t=0}
e questa condizione è soddisfatta solo se la parte reale è pari e la parte immaginaria è dispari. È vero anche il contrario, quindi se la parte reale della trasformata di un segnale è pari e la parte immaginaria è dispari allora si ottiene un segnale reale.